# Joachim Fryderyk von Mansfeld
Joachim Fryderyk von Mansfeld (niem. Joachim Friedrich Graf von Mansfeld zu Vorderort) – właśc. Joachim Fryderyk hrabia von Mansfeld-Vorderort (ur. 19 kwietnia 1581, zm. 29 kwietnia 1623 na zamku we Friedeburgu, gdzie został pochowany) – niemiecki hrabia i pułkownik królewski, generał na służbie szwedzkiej, syn hrabiego Brunona I von Mansfelda (z bardzo starego rodu hrabiów Mansfeld) i hrabianki Krystyny von Barby-Mühlingen, bezdzietny. Był rówieśnikiem innego Mansfelda, wybitnego dowódcy-najemnika Piotra Ernesta von Mansfelda (1580-1626), którego ojciec, Peter Ernest I von Mansfeld (1517–1604) był namiestnikiem Niderlandów i bratem dziadka Joachima Fryderyka, Filipa II (1502-1546). Mieszkał głównie we Friedeburgu nad Soławą w powiecie Mansfeld-Südharz i Pfützthal (gmina Salzmünde w powiecie soławskim) w Niemczech.
Brał udział w walkach na Węgrzech, gdzie ponoć okrył się niesławą oraz w wojnie z Rzecząpospolitą o Inflanty. W 1605 zaciągnął się na służbę u króla szwedzkiego, Karola Sudermańskiego i w dniu 11 sierpnia tego roku wylądował wraz ze swoim korpusem (4000 ludzi i 6 dział) pod Dyjamentem u ujścia Dźwiny, którego, mimo przeprowadzenia trzech szturmów, nie udało mu się opanować, więc ruszył w kierunku Rygi z zamiarem zdobycia tego najważniejszego w Inflantach miasta, jednak bez powodzenia.
W bitwie pod Kircholmem, gdzie dowodził prawym skrzydłem jazdy szwedzkiej, dokładniej dziesięcioma kornetami rajtarii, został ranny. Po bitwie prowadził korespondencję z hetmanem Chodkiewiczem, m.in. w sprawie wymiany jeńców.
Po wznowieniu działań wojennych, w roku 1607 (Mansfeld samowolnie zerwał zawarty wcześniej rozejm) zdobywa Biały Kamień, a w lipcu 1608 Dyjament, ponoć podstępem. Następnie opanowuje w sierpniu Fellin i Kokenhausen. Mansfeld zamierzał też ruszyć na Litwę i zająć Wilno.
Na tym zakończyły się jednak sukcesy Mansfelda, bowiem rok później, w marcu 1609 roku zostaje pobity przez hetmana Chodkiewicza pod Rygą (rozbicie przedniej straży wojsk Mansfelda podczas przeprawy przez Dźwinę), następnie latem pod Parnawą, ostatecznie 6 października w bitwie nad Gawią.
W historiografii polskiej przyjęto stosowanie pisowni Fryderyk Joachim Mansfeld lub Fryderyk Mansfeld, w pismach dawnych lub z epoki natomiast spotyka się samo nazwisko bądź określenie generał Mansfeld (względnie hetman), choć zgodnie z danymi metrykalnymi i zapisem w języku rodzimym (niemieckim) powinno być jak w definicji hasła. Prawdopodobnie ten niewielki błąd popełniono dość dawno temu (być może gen. Mansfeld świadomie używał drugiego imienia na co dzień jako głównego, z sobie tylko znanych powodów), określenia Fryderyk hrabia Mansfeld używa już Adam Naruszewicz i jest to zapewne powielane przez kolejnych, polskich historyków, podobnie jak zagubienie „von” przed nazwiskiem.